# SMS Deutschland (1874)
O SMS Deutschland foi um ironclad operado pela Marinha Imperial Alemã e a segunda e última embarcação da Classe Kaiser, depois do SMS Kaiser. Sua construção começou em 1871 nos estaleiros da Samuda Brothers no Reino Unido e foi lançado ao mar em setembro de 1874, sendo comissionado na frota alemã em julho do ano seguinte. Era equipado com um armamento principal composto por oito canhões de 260 milímetros montados em uma bateria central, tinha um deslocamento de quase nove mil toneladas e alcançava uma velocidade máxima de mais de catorze nós.
O Deutschland serviu com a frota alemã no decorrer de seus primeiros anos de serviço, mas era frequentemente colocado na reserva. Suas principais atividades consistiram em treinamentos de rotina e cruzeiros internacionais. Foi reconstruído entre 1894 e 1897 em um cruzador blindado, porém era muito lento para desempenhar esta função satisfatoriamente. Foi enviado em seguida para servir na Esquadra da Ásia Oriental na China, onde permaneceu por três anos. Foi reduzido à deveres secundários em 1904 e renomeado no mesmo ano para SMS Jupiter. Foi desmontado em 1908.